# Sport im Iran

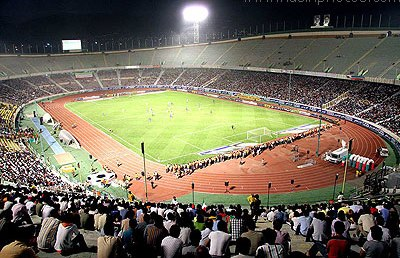
Das Azadi-Stadion in Teheran

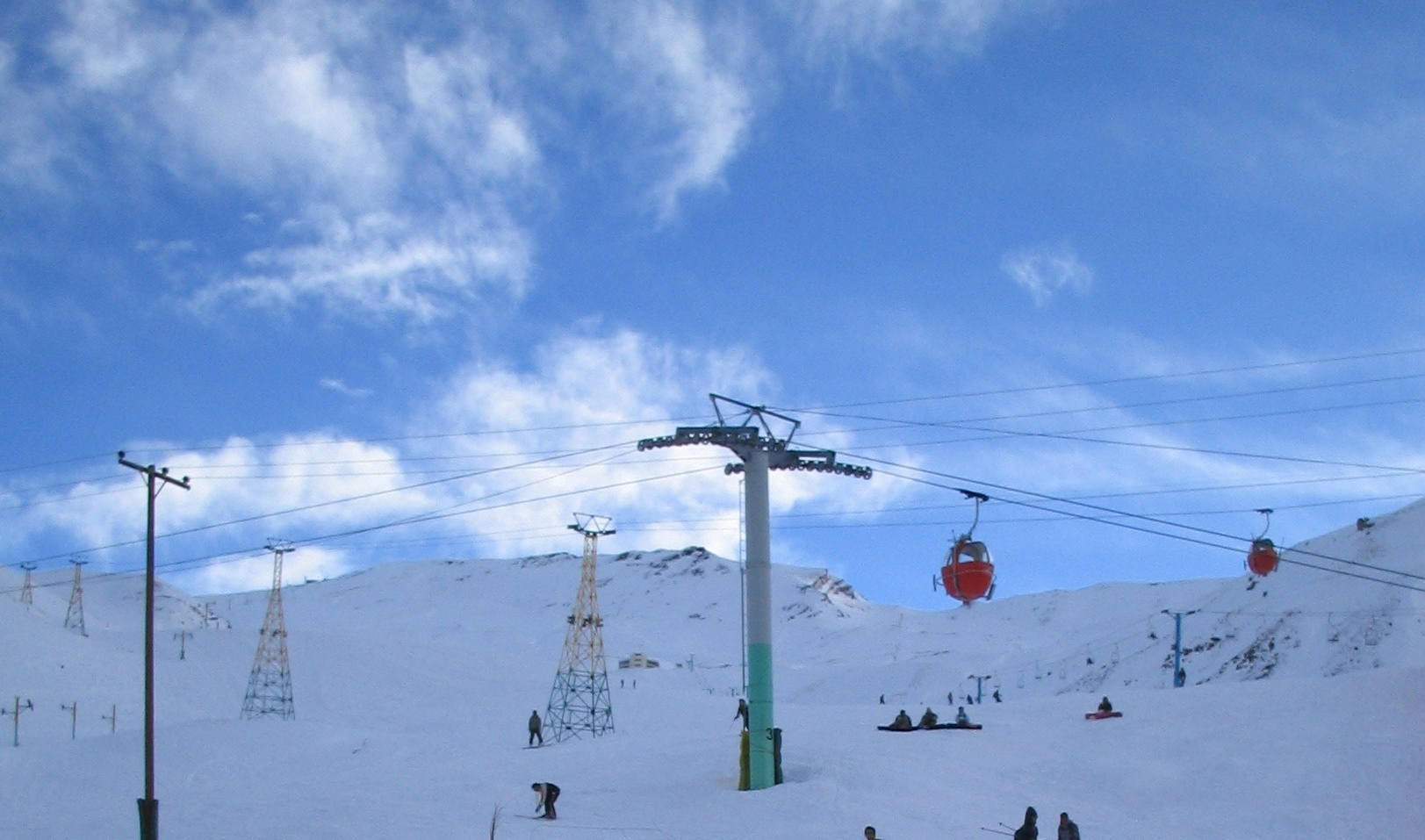
Dizin, das Skigebiet im Elburs-Gebirge

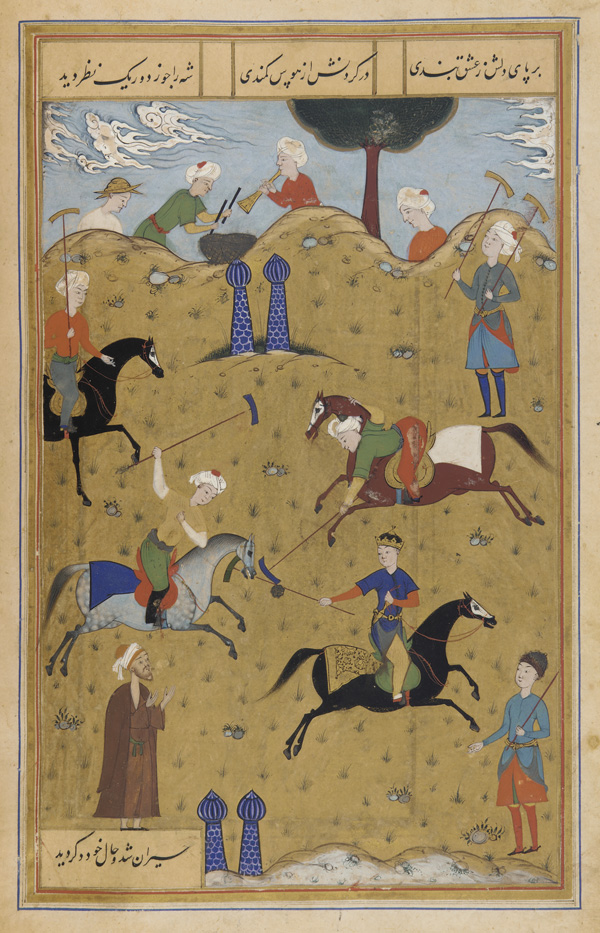
Miniaturmalerei zu Tschaugān (Polo), 16. Jahrhundert, Täbris

Die populärsten Sportarten im Iran sind Fußball, Kampfsportarten wie Ringen, Taekwondo und Judo sowie Kraftsportarten wie Gewichtheben.

## Mannschaftssportarten
Beliebt ist im Iran auch Hallenfußball (Futsal). Die iranische Nationalmannschaft der Herren gewann seit der Einführung der Asienmeisterschaft 1999 sieben Mal in Folge den Titel in Asien. Lediglich 2006 errang mit Japan eine andere Mannschaft als die iranische den asiatischen Titel. Der Iran nahm an vier der fünf bisher ausgetragenen Futsal-Weltmeisterschaften teil. Größter Erfolg der iranischen Hallenfußballer bei Weltmeisterschaften bleibt der 4. Platz bei der Futsal-WM 1992 in Hongkong. Damals unterlag der Iran Spanien im Spiel um Platz 3 mit 6:9. Bei den Turnieren 1996 (Spanien), 2000 (Guatemala) und 2004 (Taiwan) schied der Iran in der Vorrunde aus. An der WM 1989 in den Niederlanden nahm der Iran nicht teil.
Beliebte Mannschaftssportarten sind zudem Volleyball, Basketball und Wasserball. Im Volleyball gelang es dem Iran, sich sogar für die Volleyball-WM der Herren, die im Herbst 2006 in Japan stattfand, zu qualifizieren. Die Iraner schieden allerdings in der Vorrunde aus.
Die Sportart Polo entstand im alten Iran und erreichte mit der Zeit den Rang eines Nationalsports. Das im Persischen als „Tschaugān“ bekannte Spiel war bereits im achämenidischen Persien beliebt und findet in der iranischen Literatur vielfach Erwähnung.

### Fußball
Fußball ist seit den 1970er Jahren die Sportart mit dem größten Zuschauerinteresse. Vor der Islamischen Revolution gab es eine Profi-Fußballliga namens Takht-e Jamshid Cup, die iranische Nationalmannschaft gewann drei Mal in Folge die Fußball-Asienmeisterschaft (1968, 1972 und 1976) und iranische Fußballstars verdienten hohe Gehälter. Nach der Revolution wurde die Fußballliga abgeschafft und im Jahre 1981 durch eine Meisterschaft ersetzt, in der zunächst die Provinzmeister ermittelt wurden, die dann um den Landesmeistertitel (Quds-Cup) gegeneinander antraten. Die privaten Fußballclubs wurden verstaatlicht, die Clubs von Teheran mussten sich revolutionäre Namen geben.
Da nach der Islamischen Revolution alle anderen Möglichkeiten der Unterhaltung abgeschafft worden waren, führten Fußballspiele immer wieder zu Zusammenstößen zwischen Sicherheitskräften und Anhängern der Fußballclubs. Da das neue Regime besonders von jenen Gruppen abhängig waren, zu denen auch die Fußballfans gehörten, wagte es die Regierung nicht, die Fußballligen abzuschaffen. Die iranische Presse geißelte jedoch regelmäßig, dass Kommerzialisierung und Fankultur korrupte Werte des Westens seien, die die traditionelle iranische Ehrenhaftigkeit zerstören sollten.
Am Ende der 1980er Jahre setzte sich bei der islamischen Führung die Erkenntnis durch, dass das Verbot aller Unterhaltung kontraproduktiv war, da es Tendenzen zu Aktivitäten gefördert hatte, die dem Regime noch unangenehmer waren. Das Fernsehen war aufgefordert, Inhalte zu produzieren, die die Leute gern sehen wollten. Sportübertragungen, vor allem Fußball, waren ein willkommenes und unverfängliches Thema, wenngleich die Sportler selten die von der Scharia für Männer geforderte Verhüllung vom Nabel bis zu den Knien trugen. Im Jahre 1987 erklärte Ayatollah Chomeini in einer Fatwa, dass es mit dem Islam vereinbar sei, Sportübertragungen oder Filme nicht korrekt gekleideter Menschen im Fernsehen zu zeigen, so lange es nicht der Erregung der Zuschauer diene. Im Jahre 1989 wurde eine neue Fußballliga gegründet (Lig-e Azadegan), private Fußballclubs sowie Fanartikel wie Poster oder Zeitschriften wurden wieder erlaubt. In den späten 1990er Jahren fanden iranische Spieler den Weg in ausländische Ligen, wie Mehdi Mahdavikia oder Ali Daei in der Bundesliga. Die iranische Profiliga Persian Gulf Pro League zählt heute zu den stärksten Ligen Asiens.
Der Gewinn der Goldmedaille im Fußball bei den Asienspielen 1990, die Teilnahme an der 1998 in Frankreich und vor allem der Sieg im Spiel gegen die USA in Lyon sorgten für große Euphorie. Nach dem Wahlsieg von Mohammed Khatami im Vorjahr durften die Anhänger auf den Straßen feiern. Vier Jahre später, als das iranische Team in der Qualifikation zur Weltmeisterschaft schlecht abschnitt, strömten die Leute wieder auf die Straßen, um ihrem Frust Luft zu machen. Dieses Mal kursierten Gerüchte, dass man der iranischen Nationalmannschaft Anweisungen zum Verlieren gegeben hatte, damit sich die Feiern des Jahres 1998 nicht wiederholen würden. Bei den folgenden Ausschreitungen wurden Hunderte verhaftet.
Bisher gelang der iranischen Nationalmannschaft sechsmal die Qualifikation zu einer Fußball-Weltmeisterschaft: 1978 in Argentinien, 1998 in Frankreich, 2006 in Deutschland, 2014 in Brasilien, 2018 in Russland und 2022 in Katar. Bei diesen WM-Turnieren schied Iran stets in der Vorrunde aus und konnte lediglich drei Spiele gewinnen (1998 2:1 gegen die Vereinigten Staaten, 2016 1:0 gegen Marokko, 2022 2:0 gegen Wales).

## Individualsportarten
Es gibt eine traditionelle iranische Sportart, die seit den 1930er Jahren Varzesch-e Pahlavani genannt wird. Sie vereint Kraftsport, Ritual, traditionelle iranische Tugenden und religiösen Symbolismus miteinander und wird in sogenannten Zurchaneh (Krafthaus) ausgeübt. Diese Sportart wird sehr stark mit dem Schah-Regime in Verbindung gebracht, weil mit Schaban Dschafari eine der führenden Personen des Pahlavani ein ausgesprochener Anhänger des Schah war und an Geburtstagen von Mohammad Reza Pahlavi zahlreiche Sportler aus den Zurchaneh aufbot, um ausgiebig zu feiern. Nach der Islamischen Revolution betonte die neue Regierung den religiösen Symbolismus des Pahlavani und versuchte ihn gegen die gefühlte kulturelle Aggression durch westliche Sportarten in Stellung zu bringen. Dies war wenig erfolgreich, weil die iranische Jugend den Pahlavani altmodisch findet, wenngleich im Jahre 2005 ein erster Zurchaneh-Wettbewerb mit internationaler Beteiligung organisiert wurde.
Aus der Tradition des Zurchaneh heraus wurden Individualsportarten wie Ringen und Gewichtheben populär. Zahlreiche iranische Olympiasieger und Weltmeister zeugen von der Stärke iranischer Athleten in diesen beiden Sportarten. Der bedeutendste iranische Ringer war Gholamreza Takhti in den 1950er Jahren, der heute von den Sportbehörden stark vereinnahmt wird. Iranische Gewichtheber waren von den 1940er bis zu den 1960er Jahren international sehr erfolgreich, aktuell hält beispielsweise der iranische Gewichtheber Hossein Rezazadeh den aktuellen Weltrekord in der +105 kg Klasse. Darüber hinaus gewann Rezazadeh bei den Olympischen Sommerspielen in Sydney (2000) und Athen (2004) je eine Goldmedaille und ist somit bisher der einzige iranische Sportler, der zwei Mal Olympiasieger wurde.
Zu den erfolgreichen Sportarten gehören in jüngster Zeit darüber hinaus Taekwondo und Judo. So gewann Hadi Saei Bonehkohal in Athen als erster Iraner die olympische Goldmedaille im Taekwondo (Klasse 58–68 kg). Der iranische Judoka und Weltmeister Arasch Miresmaili sorgte 2004 für einen Eklat bei den Olympischen Spielen in Athen: Das Los bescherte dem Favoriten auf die Goldmedaille in der ersten Runde der Judowettkämpfe den israelischen Kämpfer Ehud Vaks. Da es iranischen Sportlern untersagt ist, gegen israelische Sportler anzutreten, missachtete Miresamili das Gewichtslimit in seiner Klasse absichtlich und wurde somit disqualifiziert. Nachträglich wurde er mit ca. 125.000 $ von der iranischen Regierung genauso belohnt wie die beiden Olympiasieger von Athen Rezazadeh und Saei Bonehkohal.
Die iranische Olympiamannschaft gewann in Athen zwei Gold-, zwei Silber- und zwei Bronzemedaillen und belegte in der inoffiziellen Nationenwertung gemeinsam mit der Slowakei den 29. Platz. Die sechs Medaillen für den Iran wurden in den Sportarten Ringen (zwei Silber- und eine Bronzemedaille), Gewichtheben (eine Goldmedaille) und Taekwondo (eine Gold- und eine Silbermedaille) errungen.
Auch wenn der Motorsport aus Kostengründen im Iran eher eine Randsportart ist, erfuhr zumindest die nationale Rallyemeisterschaft überproportional Beachtung, da die in ihrer Heimat sehr populäre Laleh Sadigh sowohl 2004 als auch 2005 gegen ihre männlichen Kontrahenten triumphieren konnte. Daraufhin wurde sie als „Ikone des Feminismus“ gefeiert.
Auch bei der Entwicklung des Spiels Schach spielte Persien eine wichtige Rolle. Über Indien gelangte das Spiel nach Persien, wo es modifiziert wurde. Durch die Islamisierung Persiens kam das Schachspiel durch die Araber schließlich nach Europa. Der Name des Spiels bezieht sich in der deutschen Sprache auf das persische Wort „Schāh“, was als „König“ übersetzt werden kann. Unmittelbar nach der Islamischen Revolution wurde das Schachspielen verboten, weil das neue Regime es als von der Scharia verbotenes Glücksspiel einordnete. Im Jahre 1988 wurde es wieder erlaubt, so lange auf den Ausgang der Partie keine Wetten abgeschlossen würden. Da man sich beim Schachspielen nach islamischer Vorschrift kleiden kann, sind auch iranische Frauen wie Atousa Pourkashiyan international aktiv und erfolgreich.

## Sport und Politik
Ein Punkt im iranischen Sport, speziell im Fußball, der immer wieder diskutiert wird, ist die Anwesenheit von Frauen unter den Zuschauern. Die religiöse Führung des Landes stößt sich dabei nicht nur an der aus islamischer Sicht ungenügenden Bekleidung der Spieler, sondern sie betrachtet auch die Wortwahl der Fans im Stadion als nicht vereinbar mit den moralischen Maßstäben, die an Frauen gelegt werden. Wenngleich sich zahlreiche Politiker, darunter auch Mahmud Ahmadineschad 2005, für den Zutritt von Frauen in Fußballstadien geäußert haben und in der Vergangenheit Ausnahmen gemacht wurden, so war das letzte Wort des religiösen Führers bislang immer abschlägig. Einmalig wurden am 10. Oktober 2019 einmalig Frauen bei einem Länderspiel gegen Kambodscha als Zuschauer zugelassen.
Frauensport wurde unmittelbar nach der Revolution gänzlich verboten. Faezeh Haschemi – die Tochter des früheren Präsidenten Ali Akbar Hāschemi Rafsandschāni – forderte jedoch von der Regierung erfolgreich Gelder, um Sportanlagen ausschließlich für Frauen zu reservieren. Seitdem gibt es Sporthallen und Schwimmbäder, die zumindest zeitweise nur für Frauen zugänglich sind und wo Frauen als Trainerinnen, Schiedsrichterinnen, Funktionärinnen oder Wartungspersonal tätig sind. Dies hat den Anteil der Frauen, die sich sportlich betätigen, stark ansteigen lassen. Faezeh Haschemi ist auch die Begründerin einer Veranstaltung namens Muslim Women Games, bei der Frauen unter Ausschluss der männlichen Öffentlichkeit nach olympischen Regeln gegeneinander antreten. Der erste derartige Wettbewerb fand 1993 in Teheran statt.
Aus politischen Gründen boykottierte der Iran die olympischen Spiele 1980 in Moskau wegen des Einmarsches sowjetischer Truppen in Afghanistan. Auch im Jahr 1984 wurden die olympischen Spiele boykottiert, dieses Mal aus Opposition zu den USA. Bei den Olympischen Spielen seit 1988 waren iranische Sportler immer präsent, zahlreiche Athleten nutzen Wettkämpfe im Ausland jedoch dazu, sich aus dem Iran abzusetzen.
Die iranischen Sportorganisationen gelten als ineffizient sowie als von Vetternwirtschaft und Bürokratie geplagt.

## Inklusion
Special Olympics Iran wurde 2000 gegründet und nahm mehrmals an Special Olympics Weltspielen teil. Der Verband hat seine Teilnahme an den Special Olympics World Summer Games 2023 in Berlin angekündigt. Die Delegation wird vor den Spielen im Rahmen des Host Town Programs von Künzelsau betreut.